# Burmistrzówka w Trzciance
Burmistrzówka w Trzciance – zabytkowy dom, usytuowany przy ul. Żeromskiego w Trzciance, w powiecie czarnkowsko-trzcianeckim, w województwie wielkopolskim. Budynek Muzeum Ziemi Nadnoteckiej im. Wiktora Stachowiaka.
Budynek z pierwszej połowy XIX wieku, wybudowany w stylu późnoklasycystycznym, o podcieniowym wejściu z kolumnami. Od wybudowania do 1854 roku służył jako mieszkanie burmistrza. W budynku również odbywały się zebrania magistratu. W latach 1854–1971 pełnił funkcję mieszkalną. Od 1971 roku, jedna z dwóch siedzib Muzeum Ziemi Nadnoteckiej im. Wiktora Stachowiaka.